# Rue de Lobau
Rue de Lobau je ulice v Paříži v historické čtvrti Marais. Nachází se ve 4. obvodu.

## Poloha
Ulice vede od křižovatky s Quai de l'Hôtel-de-Ville a končí na křižovatce s Rue de Rivoli.

## Historie
V prostoru ulice se nacházel původně kostel Saint-Jean-en-Grève (zbořený v letech 1797–1800) a část fary. V roce 1836 byly vyrovnány malé uličky Rue Pernelle, Rue de la Levrette a Rue du Tourniquet a po rozšíření ulic ze šesti na 18 metrů byla spojená ulice v prosinci 1838 přejmenována na Rue Lobau. Pojmenování proběhlo na počest maršála Francie Georgese Moutona de Lobau, který se roku 1809 vyznamenal v bitvě u Aspern a v roce 1838 zemřel.
Všechny malé uličky kolem Place de l'Hôtel-de-Ville byly strženy v letech 1850–1853 při výstavbě Rue de Rivoli. Rue de Lobau byla rovněž rozšířena na 30 metrů a byly vybudovány kasárny Napoléon a Lobau.

## Zajímavé objekty
- dům č. 4: vstup do bývalých kasáren Napoléon
- Bývalá kasárna Lobau